# Erwin Peter

Erwin Peter bei der Verleihung an der Staatlichen Universität Wolgograd

Erwin Peter (* 1928) ist ein österreichischer Schriftsteller.

## Leben
Erwin Peter verbrachte eine schwere Kindheit und wuchs großteils im Waisenhaus auf. In den letzten Kriegstagen wurde er im Zuge des sogenannten „Heldenklaus“ (einer propagandistischen Aktion, durch die mittels psychischen und physischen Drucks noch kurz vor Kriegsende „Freiwillige“ für den Wehrdienst geworben wurden) zur Waffen-SS eingezogen und kam bald darauf in sowjetische Gefangenschaft. Er war als Kriegsgefangener bei der Errichtung des Wolga-Don-Kanals in Stalingrad als Schwerstarbeiter eingesetzt, bis er Anfang der Fünfzigerjahre als Spätheimkehrer in die Heimat zurückkehren konnte.
Nach seiner Heimkehr nach Wien arbeitete er bei der Österreichischen Post als Eilbriefzusteller. Später holte er seine Matura nach und arbeitet als selbständiger Kaufmann.

## Schriftsteller
Erwin Peter kann er auf ein reiches schriftstellerisches Schaffen zurückblicken. Mehr als 12 erschienene Werke, viele davon im Zusammenwirken mit sowjetischen Wissenschaftlern, sind den Problemen und Nöten der Kriegsgefangenen beider Völker gewidmet und versuchen, anhand der unterschiedlichsten, doch irgendwie gleichartigen Erlebnisse und Erfahrungen, auf die Unsinnigkeit kriegerischer Auseinandersetzungen beziehungsweise deren Folgen hinzuweisen.
Diese humanitäre Tätigkeit findet Ergänzung auf den fast jährlichen Reisen, die Erwin Peter zusammen mit seiner Frau Gertrude nach Russland führten. Russische Organisationen laden ihn ein, seine Erfahrungen in Vorträgen vor Schulkindern und örtlichen Vereinigungen wiederzugeben. Er organisierte in den letzten Jahren Treffen mit Kriegs-Veteranenvereinen beider Völker und sammelte Sach- und Geldspenden für Kinderheime in Wolgograd.

## Ehrungen
Am 12. Mai 2008 hat die Staatliche Universität Wolgograd Peter als erstem Österreicher die Ehrendoktorwürde verliehen und ihn damit für seine völkerverbindenden, humanitären und der Versöhnung und Verständigung unter ehemaligen Gegnern dienenden Aktivitäten geehrt.

## Werkliste
- Stalins Kriegsgefangene: Ihr Schicksal in Erinnerungen und nach russischen Archiven (Gebundene Ausgabe), von Erwin Peter und Alexander E. Epifanow
- Von Workuta bis Astrachan (Gebundene Ausgabe), Leopold Stocker Verlag, Graz 1998, ISBN 3-7020-0814-4
- Blut und Tränen, (erschienen im Jahr 2000, gebundene Ausgabe)
- Sonnenstrahlen im Dunkeln (Die Post der deutschen Kriegsgefangenen in der Sowjetunion, gebundene Ausgabe)
- Krems a.d.Donau 1934-1937 (Über Erwin Peters Zeit als Pflegekind, erschienen 2005, gebundene Ausgabe)
- Die SS – Kampfgruppe „Böhmen-Mähren“ von April bis Mai 1945 (erschienen 2007, gebundene Ausgabe)
- Magadan – Treppen zur Hölle (Literarische Aufarbeitung des Nachlasses einer jungen Frau in sowjetischer Gefangenschaft, gebundene Ausgabe, erschienen 2008)